# Parque Histórico Nacional das Missões
O Parque Histórico Nacional das Missões (PHNM) é um parque histórico localizado na Região das Missões, no noroeste do estado do Rio Grande do Sul, Brasil. Foi criado em 2009, por meio do decreto nº 6.844, reunindo os sítios arqueológicos missioneiros de São Miguel Arcanjo (localizado no município de São Miguel das Missões), de São Lourenço Mártir (em São Luiz Gonzaga), de São Nicolau (em São Nicolau), e o de São João Batista (em Entre-Ijuís).
A concepção de um parque histórico com quatro sítios distintos é pioneira no país, e tem como objetivo promover a gestão territorial de forma integrada entre patrimônio cultural e ambiental, reposicionando os bens patrimoniais como ativos socioculturais e econômicos.
O primeiro dos sítios tombados pelo Instituto do Patrimônio Histórico e Artístico Nacional foi o Sítio Arqueológico de São Miguel Arcanjo, o que se deu em 1938, estando inscrito no Livro de Belas Artes sob nº 063. Em 1970, o IPHAN procedeu o tombamento dos outros três sítios, inscrevendo-os no Livro Histórico. Por fim, em 1983, as ruínas de São Miguel foram declaradas Patrimônio Mundial pela UNESCO, em conjunto com outros sítios jesuíticos situados na Argentina.